# 地球から消えた動物
『地球から消えた動物』（ちきゅうからきえたどうぶつ、原題: Extinct）は、Wall to Wall Televisionが製作してChannel4が放送した、2001年のイギリスの科学ドキュメンタリー番組。新生代第四紀完新世に絶滅した動物を取り上げてCGで再現し、その絶滅の原因を探る。
日本ではエピソードの順序を入れ替えて2004年にNHK教育『地球ドラマチック』枠で2シリーズに分けて放送され、NHK総合でも同年と翌年に再放送された。日本語版のナレーションは渡辺徹が担当した。本項では『地球から消えた動物2』も同一記事内で扱い、便宜上エピソード番号を『地球から消えた動物』の続きからカウントする。

## エピソードリスト
第1回 マンモス
初放送日 - 2004年7月1日（日本）、2001年10月23日（英国）
アジアゾウに近縁なマンモスだが、その絶滅の原因は明確ではない。気候変動や人間による狩猟が主な要因として挙げられる中、メキシコで発見された遺跡の調査から新たな原因の可能性が浮かび上がる。
イギリスでは第5話として放送された。
第2回 オオウミガラス
初放送日 - 2004年7月8日（日本）、2001年10月16日（英国）
かつて北大西洋のニューファンドランド島沖の海を埋め尽くしていた、潜水能力に長けたペンギンに似た海鳥オオウミガラスは、約250年前に絶滅した。本作ではその謎を解く。
イギリスでは第4話として放送された。
第3回 アイリッシュエルク
初放送日 - 2004年7月15日（日本）、2001年10月9日（英国）
巨大な角を頭に誇るアイリッシュエルクは約9000年前に絶滅を迎えた。幅3.5メートル重さ40キログラムにも達するその巨大な角を持った理由、そして絶滅の原因を解き明かす。
イギリスでも第3話として放送された。
第4回 サーベルタイガー
初放送日 - 2004年11月18日（日本）、2001年10月2日（英国）
現在のライオンの2倍近い体重があったとも言われるサーベルタイガーの絶滅の謎に迫る。ロサンゼルス郊外のタールピットや1万年前のネズミの巣穴などを調査するうち、気候変動が植物や草食動物に影響を与え、サーベルタイガーは不利な状況に立たされたことが明らかになる。
イギリスでは第2話として放送された。
第5回 ドードー
初放送日 - 2004年11月25日（日本）、2001年9月25日（英国）
モーリシャス島で繁栄し17世紀に忽然と姿を消したドードーの謎に迫る。現存する希少な剥製からDNAを採取し、モーリシャス島にも上陸して発掘調査を行う。
イギリスでは第1話として放送された。
第6回 タスマニアタイガー
初放送日 - 2004年12月2日（日本）、2001年10月30日（英国）
孤立したオーストラリアとタスマニア島で独自の進化を遂げた、トラのような縞模様を持つ捕食動物タスマニアタイガーは、20世紀初頭に絶滅を迎えた。19世紀初頭に島へ上陸した人間との関わりから、タスマニアタイガー絶滅の謎を解く。
イギリスでも第6話として放送された。

## 出演者
情報はインターネット・ムービー・データベースに基づく。
- アラン・アームストロング - ナレーション
- ピーター・フローア - 本人役
- ジュリアン・ヒューム（英語版） - 本人役
- ベス・シャピロ（英語版） - 本人役
- ウィリアム・ジョセフ・エルク3世 - 男役

## 日本での展開

### 放送
NHK教育『地球ドラマチック』枠内で日本語版が放送された。複数回の放送がなされ、絶滅動物の愛好家からは傑作と評価する声もあった。
| 放送日                  | 放送話                            |
| ----------------------- | --------------------------------- |
| 2004年7月1日 - 15日     | 第1回 - 第3回を初放送             |
| 2004年9月23日           | 第1回 - 第3回をアンコール放送     |
| 2004年11月23日          | 第4回 - 第6回を初放送             |
| 2005年3月10日 - 3月24日 | 第4回 - 第6回をアンコール放送     |
| 2005年10月25日 - 27日   | 第4回 - 第6回を再びアンコール放送 |

### DVD
最初のテレビ放送から3年半が経過した2008年にDVDが発売された。内容は全6エピソードが2巻に分けられており、第1巻には第1回から第3回、第2巻には第4回から第6回が、日本で放送された順に収録された。